# Cladaster macrobrachius
Cladaster macrobrachius är en sjöstjärneart som beskrevs av Hubert Lyman Clark 1923. Cladaster macrobrachius ingår i släktet Cladaster och familjen ledsjöstjärnor. Inga underarter finns listade i Catalogue of Life.